# Ignacy Domeyko
Ignacy Domeyko (také Domejko; 3. července 1802, Niedżwiadka u Miru, dnes Bělorusko – 23. listopadu 1889, Santiago de Chile) byl polsko-chilský geolog, mineralog, cestovatel a etnograf narozený na území dnešního Běloruska.

## Život
Narodil se ve venkovském sídle zámožné šlechtické rodiny, asi 60 km jihozápadně od Minsku. Po maturitě studoval matematiku a fyziku na univerzitě ve Vilně, kde roku 1822 získal titul magistra. V mládí byl přítelem spisovatele Adama Mickiewicze, který ho ztvárnil jako Żegota v 2. části dramatu Dziady. Mickiewicz jej také uvedl do tajného spolku Filomatů (roku 1819). Během vyšetřování po jeho odhalení carskými úřady byli oba několik měsíců vězněni ve Vilniusu.
V letech 1830–31 se Domeyko zúčastnil tzv. lednového povstání proti Ruské říši. Po jeho potlačení musel odejít do exilu. V Paříži poté studoval studoval na Sorboně, Collège de France a École des Mines v Paříži, kde roku 1837 získal titul inženýra.
Po studiích, roku 1838, odjel do Buenos Aires. Přešel argentinské pampy i Andy a v červnu 1838 se usídlil v Chile. Ve městě La Serena vyučoval mineralogii a chemii na lyceu. U chilských úřadů prosadil založení báňských akademií ve městech La Serena a Copiapó, střediscích těžby mědi. První z nich sám vytvořil, řídil a přednášel tam. Založení druhé řídil, osobně vybral sbor učitelů, převážně Francouzů a Němců, a dohlížel na její chod. Od roku 1847 působil na univerzitě v Santiagu de Chile, kde byl v letech 1867-1883 rektorem. V roce 1848 mu vláda udělila chilské občanství.
Procestoval Pobřežní Kordilleru (Cordillera da Costa), hřebeny Chilsko-argentinských And i poušť Atacama. Roku 1844 žil u indiánského kmene Araukánců. Odmítal přitom, že by se vyznačovali krutostí, jak tvrdily prameny španělských conquistadorů. Vydal o kmeni i etnografickou studii.
V Chile je dodnes považován za průkopníka vědy a průmyslu, vytvořil první geologickou mapu Chile (1846). a rozvinul významným způsobem místní hornictví. Založil zde meteorologickou stanici i etnografické muzeum. Našel řadu nových nalezišť zlata i stříbra a jeden z jím popsaných minerálů (arsenid mědi) po něm rakouský mineralog Wilhelm Haidinger pojmenoval domeykit. Jako rektor reformoval univerzitu v Santiagu a na základě toho jej chilská vláda pověřila též organizací celého vysokého školství. Roku 1883 se vrátil do Evropy, ale v roce 1889 odcestoval zpět do Chile a záhy poté zemřel.

## Ocenění
Je po něm nazváno horské pásmo, obec v Chile, několik fosilních živočichů i planetka hlavního pásu číslo 2784.